# Алтынников, Александр Фёдорович
Алекса́ндр Фёдорович Алты́нников (1929—2004) — советский горный рабочий, Герой Социалистического Труда (1965).

## Биография
Александр Алтынников родился в 1929 году на хуторе Кубатино (ныне — Курской области). В 1958 году устроился рабочим в трест «Шахтспецстрой», являлся бригадиром проходчиков Кировского участка треста. За проявленные трудовые успехи в ходе строительства и освоения производственных мощностей комбината «Апатит» Александру Фёдоровичу 30 марта 1965 года было присвоено звание Героя Социалистического Труда.

## Награды
- медаль «Серп и Молот» Героя Социалистического Труда
- орден Ленина
- медаль «За трудовую доблесть»
- медаль «За трудовое отличие»